# Witanowo
Witanowo (deutsch Franzdorf) ist ein Ort im Powiat Bytowski (Bütower Kreis) der polnischen Woiwodschaft Pommern in der Gmina Kołczygłowy  (Alt Kolziglow).

## Geographische Lage
Das Dorf liegt in Hinterpommern, etwa zwanzig Kilometer nordöstlich von Miastko (Rummelsburg i. Pom.), 19  Kilometer westsüdwestlich von  Bytów (Bütow), 14 Kilometer südlich des Kirchdorfs  Kołczygłowy  (Alt Kolziglow),  fünf Kilometer südöstlich des Dorfs Wiatrołom (Viartlum) und fünf Kilometer südlich des Dorfs Łubno (Lubben).

## Geschichte

Lindenbusch, nordöstlich von Rummelsburg und südlich des Kirchdorfs Alt Kolziglow, auf einer Landkarte von 1915

Die Ortschaft Franzdorf wurde im 18. Jahrhundert als Siedlung auf der Feldmark des adligen Guts Viartlum gegründet; hier siedelten um 1782 neun Halbbauern und acht Büdner. Um neues Siedlungsland zu gewinnen, waren in dem Gutsbezirk zuvor staatlich geförderte Meliorationamaßnahmen durchgeführt worden.
Am 15. Mai 1905 wurde die  Landgemeinde Franzdorf aus Teilen des Gutsbezirks Viartlum sowie der Gutsbezirke Lindenbusch und Seehof gebildet.
Am 1. Dezember 1913 wurden auf der 429,9 Hektar großen Gemarkungsfläche der Landgemeinde Franzdorf 45 viehhaltende Haushaltungen gezählt, die zusammen 32 Pferde, 125 Stück Rindvieh, 22 Schafe und 203 Stück Borstenvieh hielten.
Anfang der 1930er Jahre hatte die Landgemeinde Franzdorf eine Flächengröße von 4,3 km². Innerhalb der Gemeindegrenzen standen insgesamt 26 bewohnte Wohnhäuser an drei verschiedenen Wohnstätten:
1. Antonswalde
2. Franzdorf
3. Louisenhof

Die Landgemeinde Franzorf gehörte im Jahr 1945 zum Landkreis Rummelsburg im Regierungsbezirk Köslin der preußischen Provinz Pommern des Deutschen Reichs und war dem Amtsbezirk Ponickel zugeordnet. Das Standesamt befand sich in Łubno (Lubben).
Gegen Ende des Zweiten Weltkriegs wurde Franzdorf Anfang März 1945 von der Roten Armee besetzt. Anschließend wurde Franzdorf zusammen mit ganz Hinterpommern von der Sowjetunion der Volksrepublik Polen zur Verwaltung überlassen. In der Folgezeit wurde die einheimische Bevölkerung von der polnischen Administration aus Franzdorf vertrieben. Der Ortsname Franzdorf wurde zu „Witanowo“ polonisiert.

Franzdorf heute
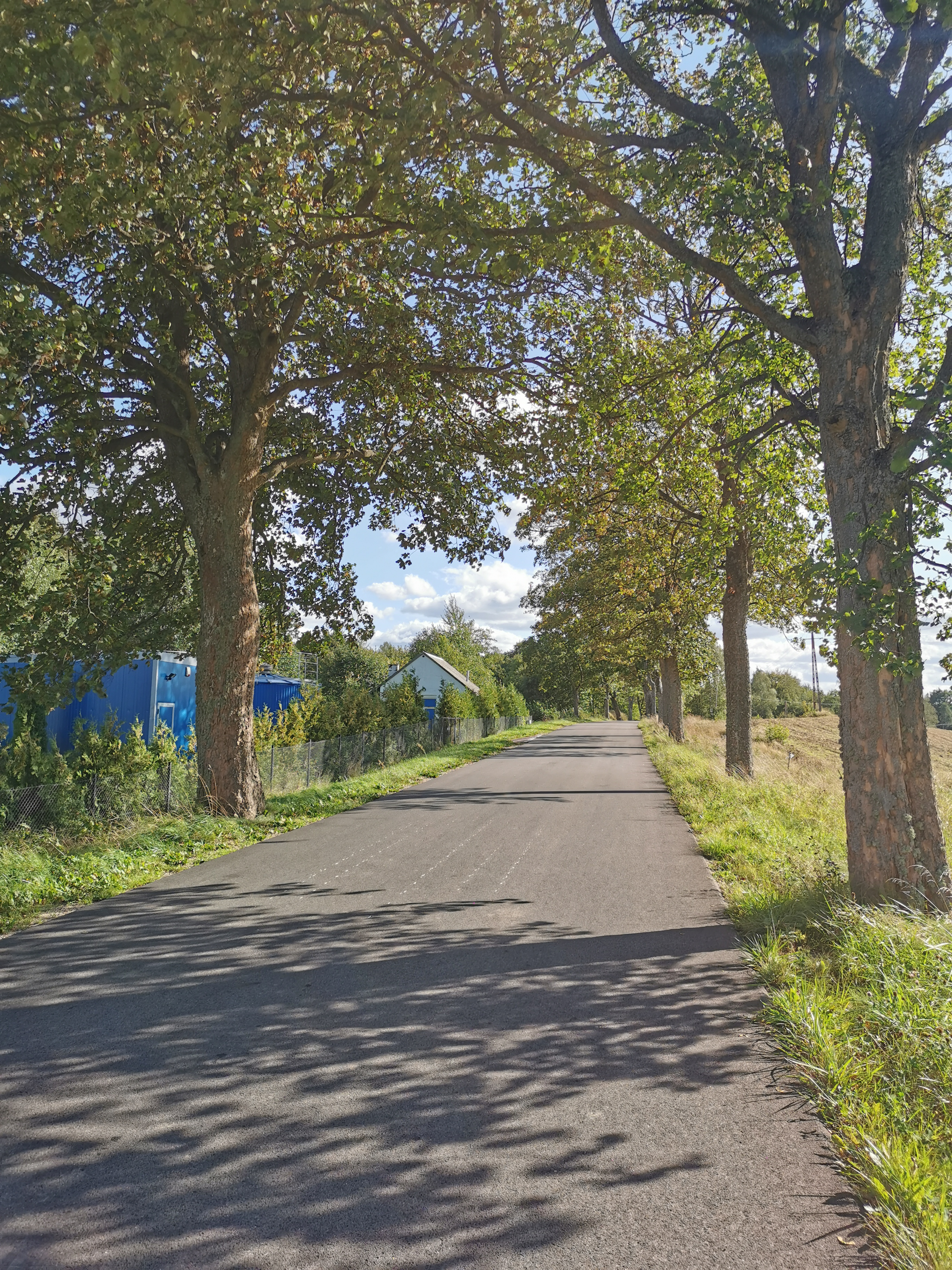
Dorfstraße (2019)
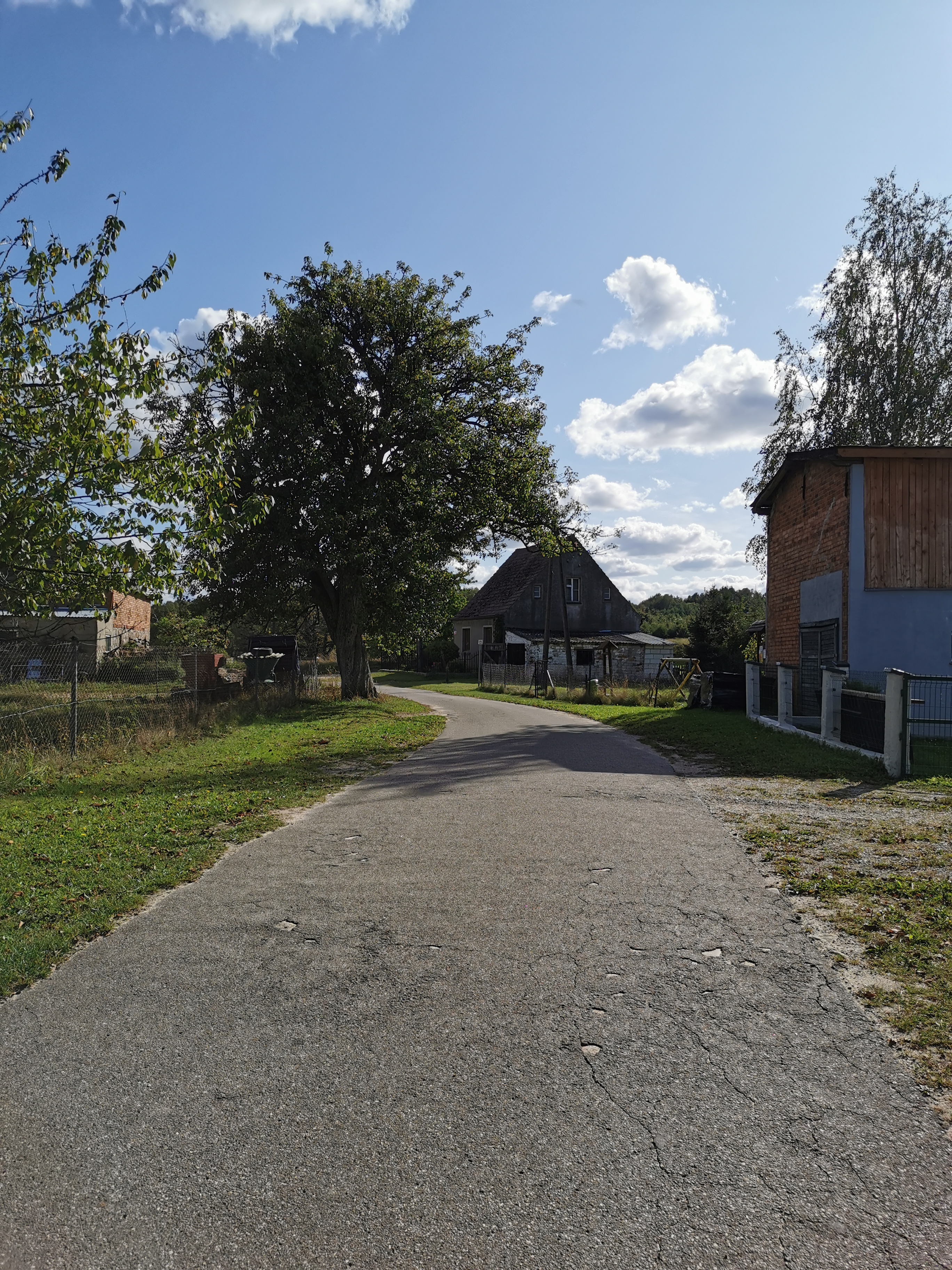
Dorfstraße (2019)
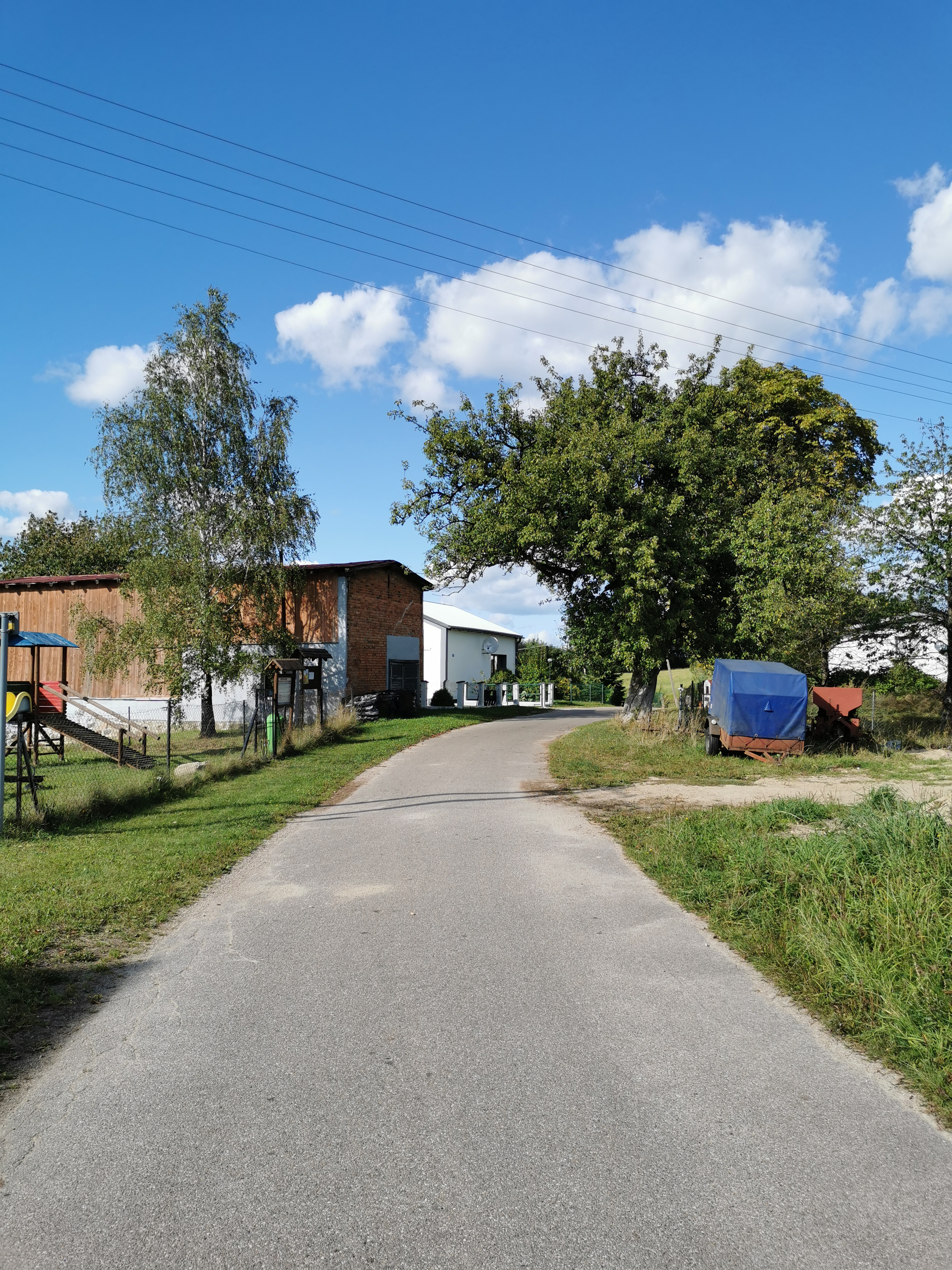
Dorfstraße (2019)
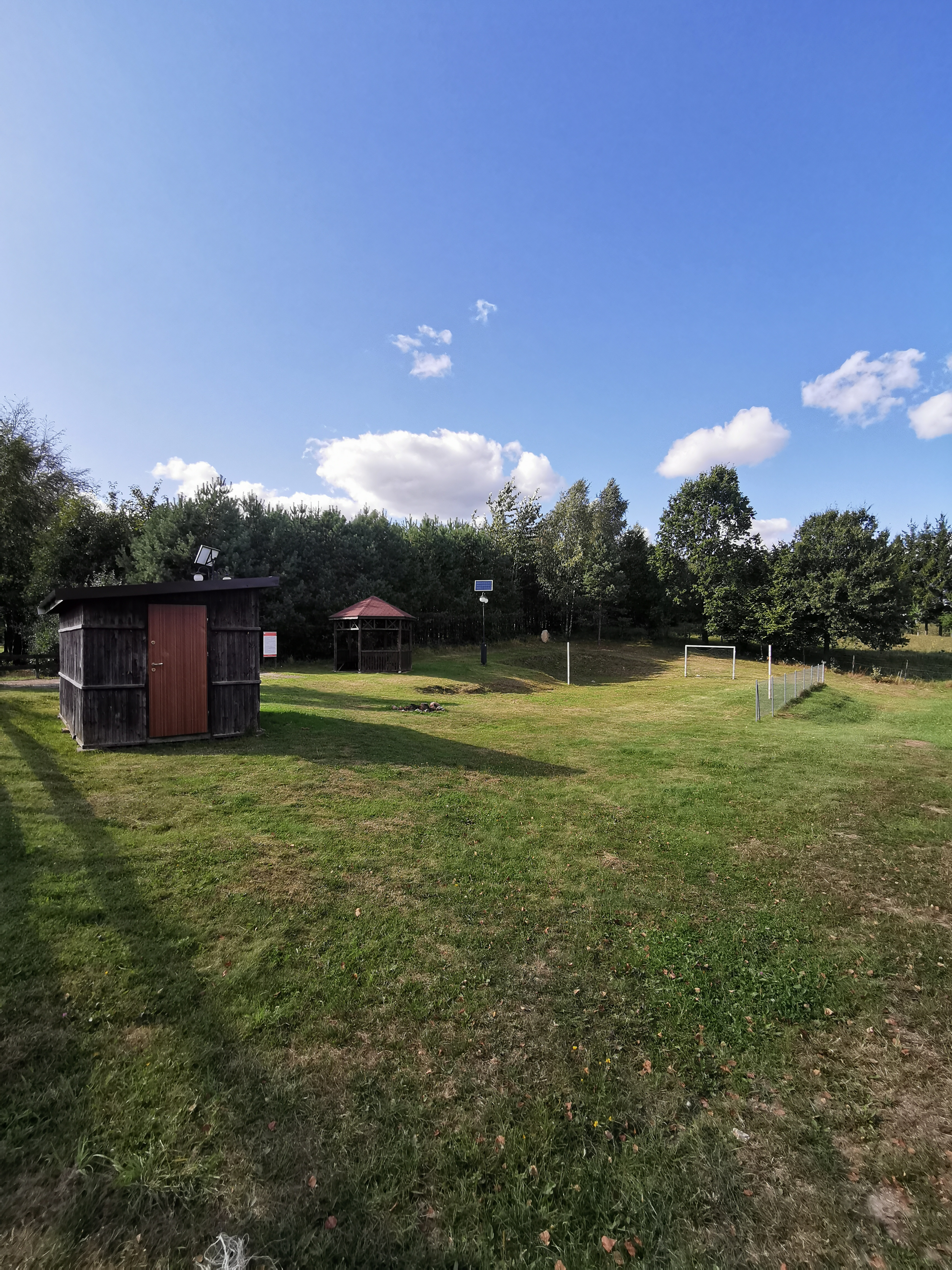
Bolzplatz (2019)

### Demographie
| Jahr | Einwohner | Anmerkungen                                                   |
| ---- | --------- | ------------------------------------------------------------- |
| 1818 | 36        | adliges Dorf, zum Kirchspiel Zettin gehörig                   |
| 1875 | 73        | Wohnplatz                                                     |
| 1885 | 92        | am 1. Dezember, Wohnplatz                                     |
| 1895 | 92        | am 2. Dezember, Wohnplatz                                     |
| 1910 | 270       | am 1. Dezember, Dorf                                          |
| 1925 | 245       | Landgemeinde, darunter 238 Evangelische und sieben Katholiken |
| 1933 | 224       | [ 11 ]                                                        |
| 1939 | 191       | [ 11 ]                                                        |

## Kirche

### Kirchspiel bis 1945
Die vor 1945 in Franzdorf anwesenden Dorfbewohner waren größtenteils evangelischer Konfession. Die evangelischen Einwohner, die in den 1920er Jahren dem Kirchspiel Zettin zugeordnet waren, gehörten ab 1926 zum deutlich näher gelegenen Lubben und damit zum evangelischen Kirchspiel Alt Kolziglow im Kirchenkreis Schlawe in der Kirchenprovinz Pommern der Evangelischen Kirche der Altpreußischen Union. 
Ds katholische Kirchspiel war in Rummelsburg i. Pom.

### Kirchspiel seit 1946
Die seit 1945 und Vertreibung der Einheimischen hier lebende polnische Dorfbevölkerung ist größtenteils römisch-katholisch und gehört der Römisch-katholischen Kirche in Polen an.
Hier lebenden evangelische Kirchenglieder werden von der Evangelisch-Augsburgischen Kirche in Polen betreut. Das zuständige Pfarramt ist das der Kreuzkirche in Słupsk (Stolp).